# 市原硬
市原 硬（いちはら かたし、1896年〈明治29年〉5月2日 - 1979年〈昭和54年〉1月10日）は、日本の医化学者。医学博士。大阪大学名誉教授。日本生化学会会長。

## 経歴
島根県那賀郡江津村（のち江津町、現・江津市）出身。市原朋作の長男。1914年、浜田中学卒業。1923年、大阪医大卒業。同医化学教室に勤務する。1928年に大阪帝国大学医学部助教授、1940年に教授、1960年に定年退官。1961年、和歌山医大学長に就任。

## 人物
古武弥四郎大阪帝国大学医学部教授に師事、その後継者として1961年に有核アミノ酸代謝の研究で須田正巳と共に日本学士院賞を受賞した。
趣味は庭球、俳句。宗教はキリスト教。住所は大阪府中河内郡矢田村矢田部（のち大阪市東住吉区矢田部町）、大阪市東住吉区矢田。

## 家族
市原家
- 妻・はつ（1901年 - ?、岩本久一の長女）[6][7]
- 息子・明（1928年 - 2018年、生化学者）[3]
- 長女[6][7]
- 二女[5]